# Crăciunei
Crăciunei – wieś w Rumunii, w okręgu Aluta, w gminie Radomirești. W 2011 roku liczyła 719 mieszkańców.